# Muhàmmad ibn Mandil
Muhàmmad ibn Mandil (àrab: محمد بن منديل, Muḥammad b. Mandīl) fou emir dels Awlad Mandil del Chelif.
Va succeir vers 1249/1250 al seu germà al-Abbàs ibn Mandil, que havia mort. Residia a Mazuna i governava un territori que incloïa Miliana, Ténès i Cherchell. Va aconseguir un acord de pau amb l'abdalwadita Abu-Yahya I Yaghmurassan ibn Zayyan de Tlemcen (1236-1283), però en un litigi posterior va perdre Miliana. Va demanar el suport dels hàfsides dels que era vassall i amb l'ajut d'Abu-Abd-Al·lah Muhàmmad (I) al-Mústansir va poder recuperar aquesta regió.
Va ser assassinat en un conflicte familiar pels seus germans Thàbit ibn Mandil i Àïd ibn Mandil. Aquest darrer va assolir inicialment el poder.